# Охотский-Перевоз
Охотский-Перевоз (якут. Охотскай Перевоз) — село в Томпонском районе Республики Саха (Якутия) России. Административный центр и единственный населённый пункт Охот-Перевозовского наслега.

## География
Село находится в восточной части Якутии, в пределах Центральноякутской низменности, на левом берегу реки Алдан, при впадении её притока Харангтан, на расстоянии примерно 86 километров от административного центра района — посёлка Хандыга.
Климат
Климат характеризуется как резко континентальный. Абсолютный минимум температуры воздуха самого холодного месяца составляет −58… −60 °C; абсолютный максимум самого тёплого месяца — 30 — 35 °C..

## История
Согласно Закону Республики Саха (Якутия) от 30 ноября 2004 года N 173-З N 353-III село возглавило образованное муниципальное образование Охот-Перевозовский наслег.

## Население
| 2002 | 2010 | 2012 | 2013 | 2014 | 2015 | 2016 | 2017 | 2018 | 2019 | 2020 |
| ---- | ---- | ---- | ---- | ---- | ---- | ---- | ---- | ---- | ---- | ---- |
| 157  | ↘142 | ↘133 | ↘132 | ↘130 | →130 | ↗131 | ↘128 | ↗129 | →129 | ↗131 |
| 2021 |      |      |      |      |      |      |      |      |      |      |
| ↗136 |      |      |      |      |      |      |      |      |      |      |

Национальный состав
Согласно результатам переписи 2002 года, в национальной структуре населения русские составляли 57 %, якуты 27 % из 157 чел.

## Инфраструктура
Отделение почты, клуб, Охотперевозовская основная общеобразовательная школа имени Н. А. Прокопьева, учреждения здравоохранения и торговли.
Животноводство (мясо-молочное скотоводство, мясное табунное коневодство)..

## Транспорт
Транспортный узел на Якутско-Охотском тракте.